# Verb atributiu
El verb atributiu o copulatiu és un verb que uneix el subjecte amb el predicat que concorda amb el subjecte, de manera que actua únicament com a unió o còpula. Els verbs atributius o copulatius catalans són ser, estar i semblar/parèixer. No totes les llengües tenen un equivalent a aquests verbs (per exemple, l'àrab clàssic i l'hongarès no tenen un verb equivalent a ser), ja que es pot adjuntar el complement directament al subjecte. Així, es pot dir "La taula és vermella" o "la taula vermella" sense que s'alteri substancialment el significat. Els verbs atributius sovint, però, afegeixen un matís existencial que no hi és a la simple juxtaposició.
De vegades els verbs atributius poden perdre aquest caràcter, com per exemple a la frase "sembla que plourà", on el verb és impersonal però predicatiu.

## Exemples

### Ser
- En Joan és molt alt.

El verb ser no afegeix cap significat a l'oració, ja que l'únic que fa és posar-nos en contacte el subjecte: en Joan amb el seu complement alt, que el descriu.

### Estar
- La Maria està tipa després de dinar.

El verb estar tampoc ens afegeix res més a la frase, ens torna a unir el subjecte amb el seu complement.

### Semblar o parèixer
- Ell sembla (o pareix) cansat.

### Aparentar
- La brusa aparenta cara.

El verb aparentar ens aporta el mateix significat que els verbs ser, estar i semblar o parèixer en les frases anteriors.

## Casos límit
En frases com En Joan és d'anar a dormir aviat, teòricament hi ha la mateixa estructura que a En Joan és alt, però en comptes d'un adjectiu (alt) hi ha una construcció oracional (d'anar a dormir tard). En tots dos casos es defineix la característica del subjecte. Amb tot, també podria considerar-se que ser de seguit d'un infinitiu (i, aquest infinitiu, seguit dels seus complements, o no) és una estructura de règim verbal.